# (80000) 1999 FR33
(80000) 1999 FR33 là một tiểu hành tinh vành đai chính. Nó được phát hiện bởi LINEAR ở Socorro ngày 19 tháng 03 năm 1999.